# 宣川站
宣川站（朝鲜语：／ Sŏnch'ŏn yŏk */?）是朝鮮民主主義人民共和國平安北道宣川郡宣川邑的一個鐵路車站，属于平义线。

## 邻近车站
平义线
路下站 - 宣川站 - 清江站